# Sankt Adai syrisk-ortodoxa kyrka
Sankt Adai syrisk-ortodoxa kyrka är en kyrka i centrala Enköping.

## Historik
Kyrklokalen var tidigare i Svenska kyrkans regi och gick då under namnet Fannakyrkan, men såldes till den kristna syrianska  församlingen i Enköping år 2008.

### Orgel
Den nuvarande orgeln flyttades till kyrkan 1990 från S:t Olofs kapell, Enköping. Den tillbyggdes samtidigt av J Künkels Orgelverkstad, Färjestad med en självständig pedal. Orgeln som flyttades hit var byggd på 1970-talet av A Magnussons Orgelbyggeri AB, Mölnlycke. Orgeln är mekanisk med slejflådor.
| Manual           | Pedal      |
| Gedackt 8´ B/D   | Subbas 16´ |
| Principal 4' B/D |            |
| Rörflöjt 4' B/D  |            |
| Waldflöjt 2' B/D |            |